# Puchar Niemiec w piłce ręcznej mężczyzn
Puchar Niemiec w piłce ręcznej mężczyzn, cykliczne krajowe rozgrywki sportowe, od sezonu 1974/1975 organizowane corocznie (co sezon) przez Niemiecki Związek Piłki Ręcznej oraz Bundesligę dla niemieckich męskich klubów siatkarskich (zarówno amatorskich, jak i profesjonalnych). Drugie – po mistrzostwach Niemiec – rozgrywki w hierarchii ważności w niemieckiej piłce ręcznej.

## Triumfatorzy
| Sezon | Zwycięzca                |
| ----- | ------------------------ |
| 1975  | TSV Grün-Weiß Dankersen  |
| 1976  | TSV Grün-Weiß Dankersen  |
| 1977  | VfL Gummersbach          |
| 1978  | VfL Gummersbach          |
| 1979  | TSV Grün-Weiß Dankersen  |
| 1980  | TV Großwallstadt         |
| 1981  | TuS Nettelstedt-Lübbecke |
| 1982  | VfL Gummersbach          |
| 1983  | VfL Gummersbach          |
| 1984  | TV Großwallstadt         |
| 1985  | VfL Gummersbach          |
| 1986  | MTSV Schwabing           |
| 1987  | TV Großwallstadt         |
| 1988  | TUSEM Essen              |
| 1989  | TV Großwallstadt         |
| 1990  | TSV Milbertshofen        |
| 1991  | TUSEM Essen              |
| 1992  | TUSEM Essen              |
| 1993  | SG Wallau-Massenheim     |
| 1994  | SG Wallau-Massenheim     |
| 1995  | TBV Lemgo                |
| 1996  | SC Magdeburg             |
| 1997  | TBV Lemgo                |
| 1998  | THW Kiel                 |
| 1999  | THW Kiel                 |
| 2000  | THW Kiel                 |
| 2001  | VfL Bad Schwartau        |
| 2002  | TBV Lemgo                |
| 2003  | SG Flensburg-Handewitt   |
| 2004  | SG Flensburg-Handewitt   |
| 2005  | SG Flensburg-Handewitt   |
| 2006  | HSV Hamburg              |
| 2007  | THW Kiel                 |
| 2008  | THW Kiel                 |
| 2009  | THW Kiel                 |
| 2010  | HSV Hamburg              |
| 2011  | THW Kiel                 |
| 2012  | THW Kiel                 |
| 2013  | THW Kiel                 |
| 2014  | Füchse Berlin            |
| 2015  | SG Flensburg-Handewitt   |
| 2016  | SC Magdeburg             |
| 2017  | THW Kiel                 |
| 2018  | Rhein-Neckar Löwen       |
| 2019  | THW Kiel                 |
| 2020  | TBV Lemgo                |